# 冯冰
冯冰（1971年11月—），山西省大同市人，中华人民共和国公交车司机，男性，回族，中国共产党党员，大同公交三分公司公交车驾驶员，第十三届全国人民代表大会山西省代表。

## 生平
冯冰1992年起驾驶公交车，曾获全国五一劳动奖章、“山西好人”。2018年1月，他被选为第十三届全国人大代表。。